# طري

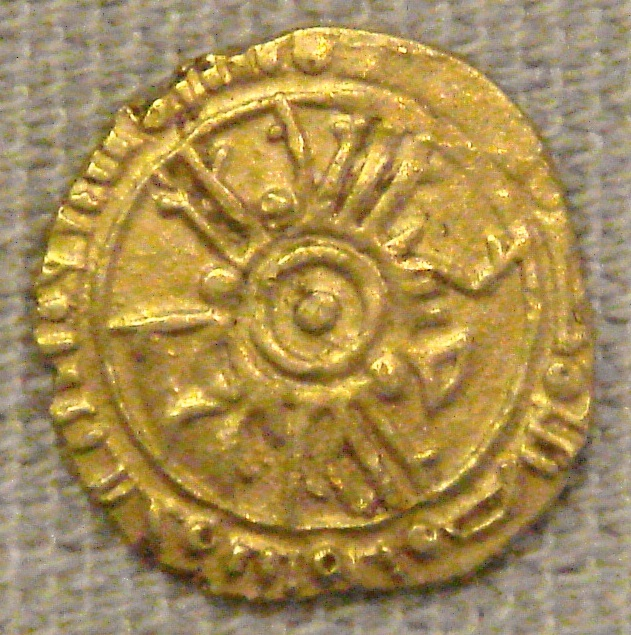
طري نورماندي لروجر الثاني ملك صقلية، مع نقوش عربية، تم سكه في باليرمو. يوجد الآن في المتحف البريطاني.

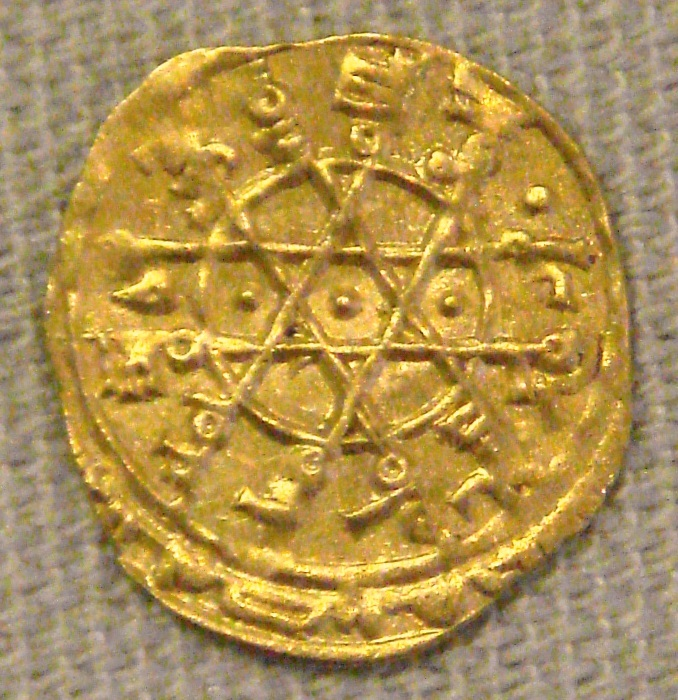
ربع طري من العصر ما قبل النورماندي باسم الخليفة المستنصر. المتحف البريطاني.

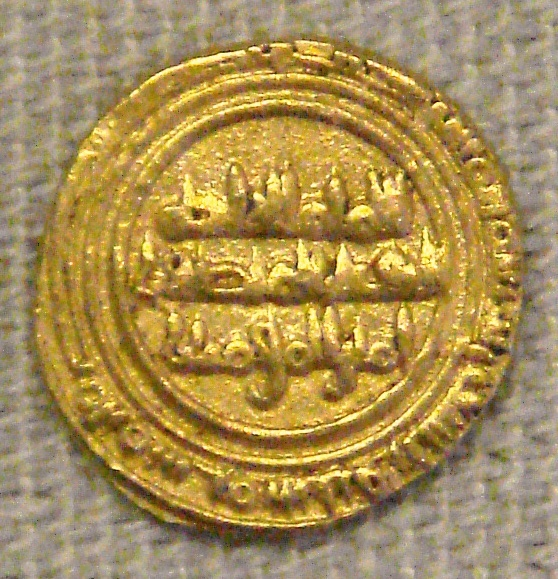
ربع طري من العصر ما قبل النورماندي باسم الخليفة الحكيم 1005. المتحف البريطاني.

طَرِيْ، (باللاتينية: Tarì، وهي تعني "طازجة"، أو "جديدة"، أو "نقود وقع سكها حديثاً")، كانت التسمية المسيحية لنوع من العملات الذهبية ذات الأصول الإسلامية، المسكوكة في صقلية ومالطا وجنوب إيطاليا، من حوالي 913 ميلادي إلى القرن الثالث عشر.

## نبذة تاريخية
في العالم الإسلامي، تم إحداث هذا النوع من العملات تحت اسم ربع، أو ربع دينار، لأنه كان يزن 1.05 غ من الذهب. وكان المسلمون في صقلية قد قاموا بسك الربع، على عكس الحكام المسلمين في شمال أفريقيا، الذين فضلوا الدينار الأكبر حجما ووزنا. أصبح للربع شعبية كبيرة، حيث أنه كان أصغر وبالتالي أكثر ملاءمة من الدينار الكبير الحجم، الذي كان يبلغ وزنه 4.25غ.
كان الطري منتشراً إلى الحد الذي جعل العديد يقلدونه في جنوب إيطاليا (أمالفي وساليرنو)، منذ منتصف القرن العاشر، استعملوا فيها طرق تقليد ركيكة باستعمال خط شبيه بالخط الكوفي، للغة العربية عندما غزا النورمان صقلية في القرن الحادي عشر، أصدروا عملات معدنية تحمل أساطير باللغتين العربية واللاتينية. أصدر روجر الثاني من صقلية هذه العملات المعدنية، ليصبح بذلك الحاكم الغربي الوحيد في ذلك الوقت الذي يقوم بسك العملات المعدنية الذهبية. كان مقياس كتلتها من الذهب عيار 16 وربع، مع بعض قطع من الفضة والنحاس. تم إنتاج الطري أيضا من قبل هوهنشتاوفن وأوائل آل أنجو الكابيتيون.
عموما، كانت عملة الطري من الذهب الأفريقي الذي تم الحصول عليه من مصراتة أو تونس في شمال أفريقيا، و كان ذلك مقابل الحبوب.
في الوقت الحاضر، أصبح الطري وحدة فرعية من السكودو بقياس (1/12)، وهي عملات تذكارية صادرة عن منظمة فرسان مالطا العسكرية المستقلة .

### اقتباسات
1. 1 2 3  كارديني ، ص 26
2. ↑  "ACR Numismatic Auction 19 (Page: 1) - en". www.deamoneta.com. مؤرشف من الأصل في 2021-01-30. اطلع عليه بتاريخ 2021-02-19.
3. 1 2 3  ماثيو ، ص 240
4. 1 2  غريرسون، الصفحة 3
5. ↑  المتحف البريطاني، غرفة الفنون الإسلامية
6. 1 2  بلانشارد 2001، صفحة 196

### الإستشهاد
- بلانشارد، إيان (2001). التعدين، المعادن والتنقيب في العصور الوسطى. فرانز شتاينر فيرلاج. ISBN:978-3-515-07958-7. مؤرشف من الأصل في 2023-03-14.
- كارديني، فرانكو. أوروبا والإسلام. بلاكويل للنشر، 2001(ردمك 978-0-631-22637-6)
- (غريرسون)، (فيليب). عملة أوروبية من القرون الوسطى. مطبعة جامعة كامبريدج ، 1998.(ردمك 978-0-521-58231-5)
- ماثيو دونالد ، مملكة نورمان في صقلية ، مطبعة جامعة كامبريدج ، 1992(ردمك 978-0-521-26911-7)